# Malcolmia grandiflora
Malcolmia grandiflora är en korsblommig växtart som först beskrevs av Aleksandr Andrejevitj Bunge, och fick sitt nu gällande namn av Carl Ernst Otto Kuntze. Malcolmia grandiflora ingår i släktet strandlövkojor, och familjen korsblommiga växter. Inga underarter finns listade i Catalogue of Life.